# Ève Curie
Ève Curie (n. 6 decembrie 1904, Paris, Franța - d. 22 octombrie 2007, New York, SUA) a fost o scriitoare franco-americană, a doua fiică a lui Pierre și Marie Curie. Fiind cel mai mic copil al savanților Pierre si Marie (Skłodowska) Curie, interesele Evei Curie s-au îndreptat spre muzică, literatură și politică. Încurajată de mama ei, Curie și-a dezvoltat abilitatea de la începutul copilăriei spre muzică, iar în cariera ei a fost un pianist. Mai târziu, ea își va dedica timpul scrisului. În timpul aniilor 1950 și 1960, Curie a lucrat pentru Organizația Tratatului Atlanticului de Nord (NATO), și pentru Fundația de Copii a Organizației Națiunilor Unite în Grecia. Eve Curie a murit în somn, în data de 22 octombrie 2007 la vârsta de 102 ani.